# NGC 4358
NGC 4358 је лентикуларна галаксија у сазвежђу Велики медвед која се налази на NGC листи објеката дубоког неба.
Деклинација објекта је + 58° 23' 7" а ректасцензија 12h 24m 2,1s. Привидна величина (магнитуда) објекта NGC 4358 износи 13,2 а фотографска магнитуда 14,2. NGC 4358 је још познат и под ознакама NGC 4362, UGC 7479, MCG 10-18-38, CGCG 293-17, PGC 40309.